# Victor Auclair
Victor Auclair (Jean Victor Auclair) fue un arquitecto francés, nacido el 7 de diciembre de 1866 en Commentry (Allier) y fallecido el 19 de marzo de 1928 en Soorts-Hossegor (Landas). Es conocido por los edificios que proyectó y construyó en Chile luego del terremoto de Valparaíso de 1906. Su hija fue la escritora Marcelle Auclair.

## Biografía
Victor Auclair procedía de una familia borbonesa de la región de Chavenon y Murat. Su padre, Gilbert Auclair, carpintero, se había establecido en Commentry, en donde tenía un negocio de aserradero.
Después de cursar su bachillerato, eligió el camino del compañerismo (fr) (Gremio del "Compañerismo", red de transmisión de conocimientos e identidades mediante la práctica de un oficio) y sigue la enseñanza de la Escuela Vocacional, que Pierre-François Guillon había fundado en Romanèche-Thorins, en Saône-et-Loire. Al término de su formación, se recibe como jornalero-carpintero del Deber de la Libertad (fr)(Compañeros de deber); su nombre como compañero del deber es "Bourbonnais, el hijo del progreso". Luego estudió arquitectura en la École des Beaux-Arts de París y obtuvo su título en arquitectura en 1893.
Cuando su padre murió en 1897, Victor Auclair se hizo cargo de la dirección del aserradero.
Su mujer fue Eugénie Rateau y se casaron en Montluçon el 6 de febrero de 1899. Tuvieron a Marcelle, nacida en noviembre de 1899.
En 1906 partió hacia Chile, que acababa de ser devastado por un terremoto. Permaneció en ese país hasta 1924 en donde ejecutó variadas obras como arquitecto e ingeniero.
Tras su regreso a Francia en 1923, se instaló en Hossegor, en las Landas. En esa localidad construyó muchas casas.
Fue sepultado el cementerio de Étiolles (Essonne), en donde su hija Marcelle tenía una casa.

## Obras de arquitectura
Fue especialista en la construcción de hormigón armado, lo adaptó a la construcción de edificios capaces de resistir terremotos.
A pesar del carácter innovador del uso del hormigón armado, el hormigón utilizado en ese momento no tenía todas las cualidades antisísmicas requeridas y algunos edificios sufrieron daños graves con terremotos posteriores, en especial la Capilla de la Providencia con el terremoto de 1985.

### Monumentos nacionales

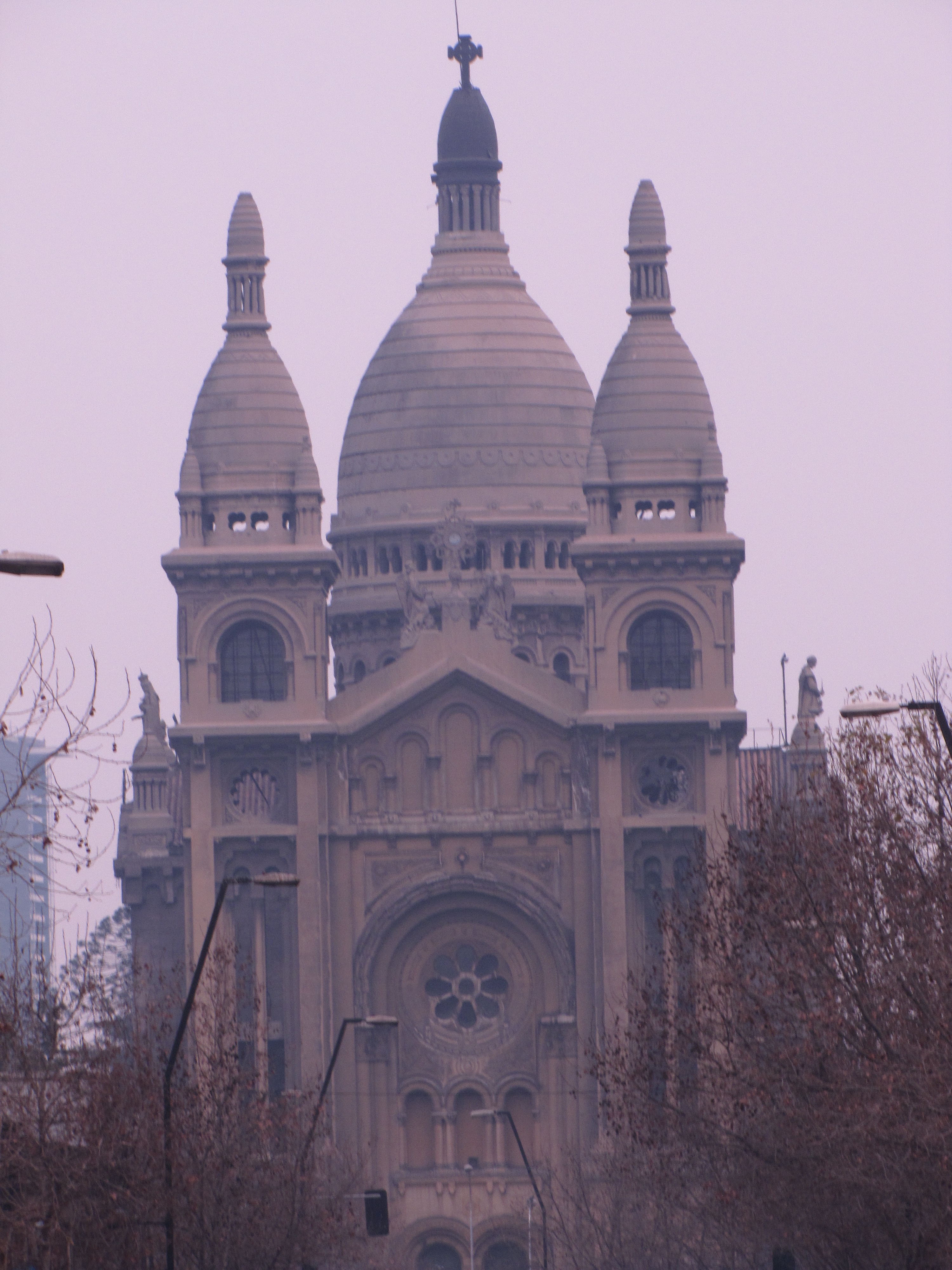
Fachada principal de la Basílica de Los Sacramentinos

Algunas de sus obras en Chile fueron decretadas Monumentos Nacionales, entre los cuales destacan:
- Iglesia de Los Sacramentinos en Santiago de Chile. (Construcción iniciada en 1911)[19][20]
- Club Hípico de Santiago, (Construcción iniciada en 1916)[21]
- Capilla de la Providencia en Valparaíso, (Construcción iniciada en 1917)[22]

## Exposiciones y homenajes posteriores
En el año 2012 se dedicó una exposición a su obra en Chile en el Museo Gremial Compagnonnage de Romanèche-Thorins: "Tras los pasos de un arquitecto francés en Chile, Victor Auclair"

## Literatura
- Sur les pas d'un architecte français au Chili, Victor Auclair 1866-1928. Francine Perrin, Hélène Raoult. 2011. ISBN 978-2-908159-17-2 [25][26][27]
- La Ruta del Cité: el diseño de una forma de vida. F. Imas Brügmann, M. Rojas Torrejón, E. Velasco Villafaña. 2015.[28][29]
- La Ruta de los Palacios y las Grandes Casas de Santiago. F. Imas Brügmann, M. Rojas Torrejón, E. Velasco Villafaña. 2015. ISBN 978-956-352-123-8 (papel). ISBN 978-956-352-124-5 (pdf)[30][1]